# Euroazijski gospodarski savez
Euroazijski gospodarski savez (EGS) ili kraće Euroazijski savez (EAS) je politički i gospodarski savez pet država s euroazijskog velikog kopna. Osnovan je sporazumom 29. svibnja 2014. između vođa Bjelorusije, Kazahstana i Rusije. Sporazum o proširenju EGS-a potpisan je s Armenijom 10. listopada 2014. Kirgistan je potpisao putokaz za buduće pristupanje i sporazum za ulazak u EGS kojeg je potpisao 23. prosinca 2014. Službeno je stupio na snagu 1. siječnja 2015.
Euroazijski gospodarski savez oformio je jedinstveno ekonomsko tržište od 183 milijuna ljudi i BDP-om od preko $4 bilijuna (PPP). EGS se često naziva Euroazijskim savezom, iako se sporazumi EGS-a uglavnom odnose na gospodarsku integraciju. Savez djeluje kroz naddržavne i međuvladine ustanove. Naddržavne ustanove su Euroazijsko gospodarsko povjerenstvo (izvršno tijelo), Sud EGS-a (sudbeno tijelo) i Euroazijska razvojna banka. Državne vlade obično predstavlja Vijeće Euroazijskog gospodarskog povjerenstva.
Euroazijski gospodarski savez ima korijene u Zajednici neovisnih država i Euroazijskoj ekonomskoj zajednici, osnovanima 1991., odnosno 2000. Predsjednik Kazakstana Nursultan Nazarbajev, prvi je predložio stvaranje regionalnog trgovinskog bloka u govoru na Moskovskom državnom sveučilištu. Poslije toga potpisani su brojni sporazumi o uspostavljanju integracije prema političkom, vojnom i kulturološkom savezu. Međutim, Kazahstan je u novije vrijeme insistirao na isključivo gospodarskom savezu, kako bi očuvao neovisnost i suverenost.

## Povijest

### Prijedlozi
Nakon okončanja hladnog rata i raspada Sovjetskog Saveza, Rusija i srednjoazijske republike bile su ekonomski oslabljenje i suočene s padom BDP-a. Postsovjetske države poduzele su gospodarske reforme i privatizaciju. Proces euroazijske integracije započeo je odmah nakon raspada Sovjetskog Saveza kako bi se spasile ekonomske veze postsovjetskih država kroz stvaranje Zajednice neovisnih država (ZND) 8. prosinca 1991. ZND su osnovali predsjednici Bjelorusije, Kazakstana i Rusije.
Tijekom govora na Moskovskom državnom sveučilištu 1994., predsjednik Kazakstana Nursultan Nazarbajev predložio je stvaranje regionalnog trgovinskog bloka kako bi se uvezalo i profitiralo od rasta gospodarstava Europe i Istočne Azije. Prijedlog je ubrzo viđen kao mogućnost podupiranja trgovine i investicija u regiji te kao protuteža zapadnim integracijskim savezima.

### Osnivački ugovori
Tijekom 1990-ih, proces euroazijske integracije bio je spor, moguće zbog gospodarske krize koja se dogodila nakon raspada Sovjetskog Saveza i veličine država koje je zahvatila (Bjelorusija, Kazakstan i Rusija prostiru se na oko 20 milijuna km2). Posljedično, države članice potpisale su brojne ugovore o postepenom uspostavljanju regionalnog trgovinskog bloka.
Bjelorusija, Kazakstan i Rusija te kasnije pridružene države Kirgistan i Tadžikistan potpisali su prve sporazume o uspostavi carinskog saveza 1995. Svrha saveza bila je postepeni put prema stvaranju otvorenih granica bez kontrole putovnica između država članica.
Iduće godine, Bjelorusija, Kazakstan, Kirgistan i Rusija potpisali su Ugovor o pojačanoj integraciji na gospodarskom i humanitarnom polju kako bi započeli gospodarsku integraciju između država i omogućili stvaranje zajedničkih tržišta za dobra, usluge, kapital, rad i razvoj jedinstvenog prometa, energije i informacijskih sustava.
Bjelorusija, Kazakstan, Kirgistan, Rusija i Tadžikistan potpisali su 1999. Ugovor o Carinskom Savezu i o Jedinstvenom gospodarskom prostoru obznanivši ciljeve i politike koje će poduzeti države s ciljem obrazovanja Euroazijskog carinskog saveza i Jedinstvenog gospodarskog prostora.

### Euroazijska ekonomska zajednica
Kako bi promicali daljnje ekonomsko usklađivanje i suradnju, Bjelorusija, Kazakstan, Kirgistan, Rusija i Tadžikistan uspostavili su Euroazijsku ekonomsku zajednicu (EGZ), dok se Uzbekistan pridružio 2006. Sporazumom je uspostavljeno zajedničko tržište za države članice. Euroazijsga ekonomska zajednica modelirana je prema Europskoj ekonomskoj zajednici. Dvije zajednice imale su slično stanovništvo, prva 171 milijun, a potonja 169 milijuna. Sporazum Jedinstvenog gospodarskog prostora potpisale su 2003. Bjelorusija, Kazakstan i Rusija, čime je postavljen temelj za nastavak integracijskog procesa prema stvaranju šireg, integriranog jedinstvenog tržišta. Napori ovih država također su pojačani 2006., kako bi se osnovao Euroazijski carinski savez.

### Carinski Savez i Jedinstveno tržište
Carinski savez Bjelorusije, Kazahstana i Rusije uspostavljen je 1. siječnja 2010. Prioriteti carinskog saveza bili su eliminacija unutarnjih carina, uspostavljanje zajedničke vanjske carinske politike i eliminacija necarinskih prepreka. Pokrenuta je kao prvi korak prema obrazovanju šireg jedinstvenog tržišta inspiriranog Europskom unijom, no bez pretenzija na političku integraciju, s ciljem stvaranja saveza među državama bivšeg SSSR-a. Države čanice planirale su nastaviti ekonomsku integraciju uz obećanje da će ukloniti sve carinske granica između njih nakon srpnja 2011.
Tadašnji ruski predsjednik vlade Vladimir Putin je 2011. najavio podršku ideji Nursultana Nazarbajeva o stvaranju Euroazijskog gospodarskog saveza. Predsjednici Bjelorusije, Kazakstana i Rusije potpisali su 18. studenog 2011. Deklaraciju o euroazijskoj gospodarskoj integraciji kojom su za cilj postavili uspostavljanje Euroazijskog gospodarskog saveza do 2015. Države članice osnovale su zajedničko povjerenstvo kako bi potaknule bliže ekonomske veze.
Tri države su 1. siječnja 2012. uspostavile Jedinstveni gospodarski prostor kojim je osigurano učinkovito funkcioniranje jedinstvenog tržišta dobara, usluga, kapitala i rada te kojim je uspostavljena uskleđena industrijska, prometna, eregetska i poljoprivredna politika. Sporazum je uključivao plan za buduću integraciju te je uspostavio Euroazijsko gospodarsko povjerenstvo, modelirano prema Europskoj komisiji. Euroazijsko gospodarsko povjerenstvo služi kao regulacijska agencija za Euroazijski carinski savez, Jedinstveni gospodarski prostor i Euroazijski gospodarski savez.
Predsjednici triju država, Lukašenko, Nazerbajev i Vladimir Putin, 29. svibnja 2014. potpisali su ugovor o osnivanju Euroazijskog gospodarskog saveza u kazakstanskom glavnom gradu Astani. Euroazijski savez počeo je djelovati od 1. siječnja 2015. Prilikom potpisivanja ugovora, Nazerbajev je istaknuo kako je Euroazijski savez prije svega gospodarski savez koji ne će zadirati u suverenost država članica. Pristupanje Euroazijskom savezu najavili su Armenija i Kirgistan.

### Euroazijski gospodarski savez
Predsjednici Kazakstana, Bjelorusije i Rusije potpisali su Ugovor o Euroazijskom gospodarskom savezu 29. svibnja 2014., a na snagu je stupio 1. siječnja 2015. Predsjednici Armenije i Kirigistana također su bili prisutni ceremoniji potpisivanja. Ruski predsjednik Vladimir Putin izjavio je da je taj dan "stvoreno moćno, privlačno središte gospodarskog razvoja, veliko regionalno tržište koje ujedinjuje više od 170 milijuna ljudi". Kazački političari istaknuli su da Euroazijski gospodarski savez nema namjeru biti politički blok, već isključivo gospodarski savez. Bakichan Sagintajev, prvi zamjenik predsjednika vlade Kazakstana i vodeći pregovarač, rekao je da se "ne stvara politička organizacija, već isključivo ekonomski savez". Nadalje je izjavio da stvaranje EGS-a predstavlja "pragmatična sredstva za dobivanje prednosti". Naveo je da se Kazakstan "ne miješa u ono što radi Rusija" niti da "Rusija može reći koju politiku vanjsku politiku će voditi Kazakstan". Do listopada je ugovor dobio parlamentarno odobrenje sve tri države. Ugovor o proširenju EGS-a potpisan je s Armenijom 9. listopada. Kirgistan je potpisao putokaz za pristuplanje i plan za potpisivanje ugovora 23. prosinca 2014., što će ga učiniti punopravnim članom u Euroazijskom savezu.

### Strukturalni razvoj
| potpisano na snazi od dokument                             | 1991. Ugovor o Zajednici neovisnih država | 1996. Ugovor o Pojačanoj integraciji na gospodarskim i društvenim područjima | 2000. 2001. Ugovor o Euroazijskog ekonomskoj zajednici | 1995.-2007. 2010. Ugovori o Euroazijskom carinskom savezu | 2007. i 2011. 2012. Ugovori o Euroazijskog gospodarskom prostoru | 2014. 2015. Ugovor o Euroazijskom gospodarskom savezu |  |  |  |  |  |  |       |
|                                                            |                                           |                                                                              |                                                        |                                                           |                                                                  |                                                       |  |  |  |  |  |  |       |
|                                                            | Euroazijski gospodarski savez (EAGS)      |                                                                              |                                                        |                                                           |                                                                  |                                                       |  |  |  |  |  |  |       |
| Euroazijski gospodarski prostor                            |                                           |                                                                              |                                                        |                                                           |                                                                  |                                                       |  |  |  |  |  |  |       |
| Euroazijski carinski savez (EACS)                          |                                           |                                                                              |                                                        |                                                           |                                                                  |                                                       |  |  |  |  |  |  |       |
| Euroazijska ekonomska zajednica (EAEZ)                     |                                           |                                                                              |                                                        |                                                           |                                                                  |                                                       |  |  |  |  |  |  |       |
| Pojačana integracija na gospodarskom i društvenom području |                                           |                                                                              |                                                        |                                                           |                                                                  |                                                       |  |  |  |  |  |  |       |
| Zajednica neovisnih država (ZND)                           | Zajednica neovisnih država (ZND)          | Zajednica neovisnih država (ZND)                                             |                                                        |                                                           |                                                                  |                                                       |  |  |  |  |  |  | v r u |

## Države članice
- Bjelorusija - 1. siječnja 2015.
- Kazahstan - 1. siječnja 2015.
- Rusija - 1. siječnja 2015.
- Armenija - 2. siječnja 2015.